# Nigu

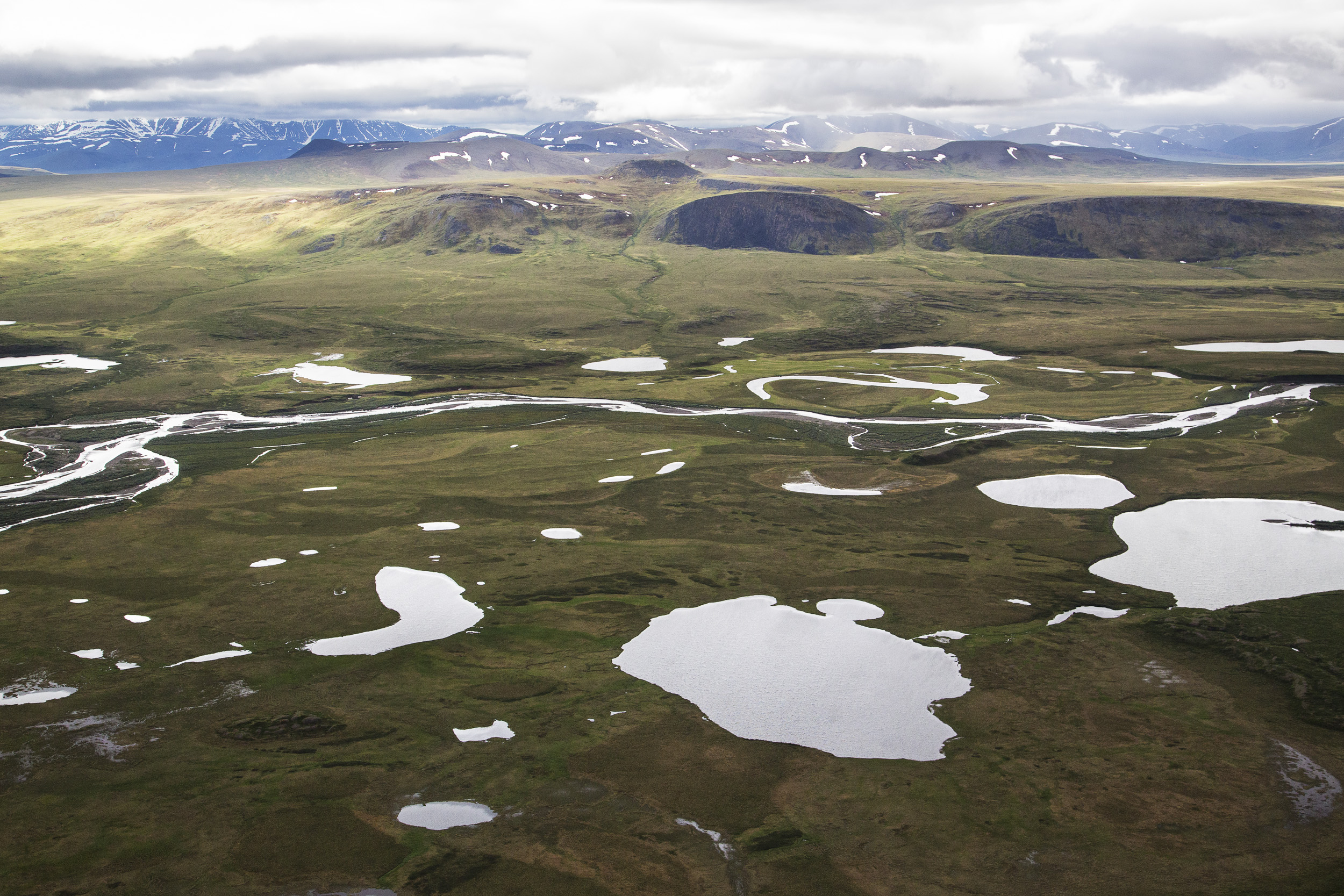
Photo de la rivière Nigu

La rivière Nigu est un cours d'eau d'Alaska, aux États-Unis située dans l'Alaska North Slope. C'est un affluent de la Etivluk, elle-même affluent de la rivière Colville.

## Description
Longue de 70 milles (113 km), elle prend sa source au col Imakturo et coule en direction du nord-ouest pour rejoindre la Etivluk à 25 milles (40 km) d'Howard Pass, dans l'Alaska North Slope.
Elle a été référencée pour la première fois en 1925 par Gerald Fitzgerald de l'United States Geological Survey.

## Sources
- (en) « Nigu », Geographic Names Information System